# Пески (Рязанская область)
Пески — поселок в Спасском районе Рязанской области. Входит в Перкинское сельское поселение.

## География
Находится в центральной части Рязанской области на расстоянии приблизительно 16 км на юго-запад по прямой от районного центра города Спасск-Рязанский на левобережье реки Проня.

## Население
Численность населения: 3 человека в 2002 году (русские 96 %), 2 в 2010.